# توبوليف إيه إن تي-20
توبوليف إيه إن تي-20 «مكسيم غوركي» (بالإنجليزية: Tupolev ANT-20 (Maxim Gorky)) هي طائرة ركاب، ذات ثمانية محركات. كانت الأكبر في عقد الثلاثينات من القرن العشرين. أنتجت في الاتحاد السوفيتي. من صناعة توبوليف. كانت تستخدم بشكل أساسي من قبل الاتحاد السوفيتي. كان أول طيران لها في 19 مايو 1934. انتهت خدمتها في 1942.